# Strathmere
Erma – jednostka osadnicza w Stanach Zjednoczonych, w stanie New Jersey, w hrabstwie Cape May, nad Oceanem Atlantyckim.